# Liste de fossiles d'hominidés

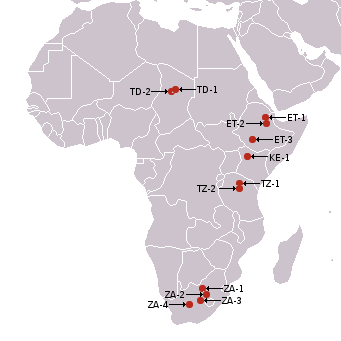
Principaux sites à Australopithèques et Paranthropes en Afrique

Cette liste de fossiles d'hominidés présente un certain nombre de fossiles d'hominines selon un classement chronologique. Il existe des milliers de fossiles, dont beaucoup sont fragmentaires et ne consistent qu'en de simples dents ou fragments d'os isolés. Cette liste ne se veut pas exhaustive, mais présente les principaux spécimens découverts. La plupart de ces fossiles se situent sur des branches ou des rameaux distincts de la branche hypothétique menant à Homo sapiens. 
Les découvertes de fossiles en Afrique du Sud, le long de la grande faille est-africaine, et au Tchad, s'expliquent en partie par un biais géologique et taphonomique. En effet, dans de nombreuses régions d'Afrique, la faible activité tectonique, la moindre sédimentation, le couvert forestier actuel qui donne des sols acides, et d'autres facteurs, en ont empêché la fossilisation, la conservation, ou la mise au jour.

## Fin duMiocène
De 7 à 5,33 millions d'années
|  | Nom                            | Âge          | Espèce                               | Année de découverte | Lieu                                       | Découvreur                                                                                            |
|  | ------------------------------ | ------------ | ------------------------------------ | ------------------- | ------------------------------------------ | --- |
|  | TM 266-01-060-01 (Toumaï)      | 7 Ma         | Sahelanthropus tchadensis (holotype) | 2001                | Toros-Menalla, Tchad                       | Alain Beauvilain, Fanone Gongdibe, Mahamat Adoum, et Ahounta Djimdoumalbaye (équipe de Michel Brunet) |
|  | BAR 1000'00                    | 5,9 Ma       | Orrorin tugenensis (holotype)        | 2000                | Collines Tugen, District de Baringo, Kenya | Brigitte Senut, Martin Pickford, Kiptalam Cheboi, Dominique Gommery, et Pierre Mein                   |
|  | Empreintes de pas de Trachilos | 5,7 Ma       | Homininé ou primate inconnu          | 2002                | Grèce                                      | Gerard D. Gierliński                                                                                  |
|  | ALA-VP-2/10                    | 5,5 - 5,8 Ma | Ardipithecus kadabba (holotype)      | 1999                | Alayla, Moyen-Awash, Afar, Éthiopie        | Yohannes Haile-Selassie                                                                               |

## Pliocène
De 5,33 à 2,58 millions d'années
|       | Nom                           | Âge          | Espèce                                    | Année de découverte | Lieu                                   | Découvreur                                                         |
| ----- | ----------------------------- | ------------ | ----------------------------------------- | ------------------- | -------------------------------------- | ------------------------------------------------------------------ |
|       | KNM-LT 329                    | 4,2 - 5 Ma   | Australopithecus sp.                      | 1967                | Lothagam, Turkana ouest, Kenya         | Arnold Lewis, Bryan Patterson                                      |
| Image | KNM-TH 13150                  | 4,4 Ma       | Ardipithecus ramidus                      | 1984                | Tabarin, District de Baringo, Kenya    | Kiptalam Cheboi                                                    |
|       | ARA-VP-6/1                    | 4,4 Ma       | Ardipithecus ramidus (holotype)           | 1993                | Aramis, Moyen-Awash, Afar, Éthiopie    | Gada Hamed (équipe de Timothy White, Gen Suwa)                     |
|       | ARA-VP-6/500 (Ardi)           | 4,4 Ma       | Ardipithecus ramidus                      | 1994                | Aramis, Moyen-Awash, Afar, Éthiopie    | Équipe de Timothy White, Gen Suwa                                  |
|       | KNM-KP 29281                  | 4,15 Ma      | Australopithecus anamensis (holotype)     | 1994                | Kanapoi, Turkana ouest, Kenya          | Peter Nzube                                                        |
|       | KNM-KP 271                    | 4 Ma         | Australopithecus anamensis                | 1965                | Kanapoi, Turkana ouest, Kenya          | Bryan Patterson                                                    |
|       | Stw 573 (Little foot)         | 3,67 Ma      | Australopithecus prometheus               | 1994-1997           | Sterkfontein, Gauteng, Afrique du Sud  | Ronald J. Clarke                                                   |
|       | Empreintes de Laetoli         | 3,66 Ma      |                                           | 1976                | Laetoli, Tanzanie                      | Équipe de Mary Leakey                                              |
|       | KT 12/H1 (Abel),              | 3,6 Ma       | Australopithecus bahrelghazali (holotype) | 1995                | Koro Toro, Tchad                       | Mamelbaye Tomalta (équipe de Michel Brunet)                        |
|       | KSD-VP-1/1 (Kadanuumuu)       | 3,58 Ma      | Australopithecus afarensis                | 2005                | Korsi Dora, Bas-Awash, Afar, Éthiopie  | Yohannes Haile-Selassie                                            |
|       | KNM-WT 40000 (Face plate)     | 3,5 Ma       | Kenyanthropus platyops (holotype)         | 1999                | Turkana ouest, Kenya                   | Justus Erus (équipe de Meave Leakey)                               |
|       | LH 4 (Laetoli Hominid 4)      | 3,4 - 3,6 Ma | Australopithecus afarensis (holotype)     | 1974                | Laetoli, Tanzanie                      | Maundu Muluila (équipe de Mary Leakey)                             |
|       | BRT-VP-2/73 (Pied de Burtele) | 3,4 Ma       | Hominini                                  | 2009                | Burtele, Bas-Awash, Afar, Éthiopie     | Équipe de Yohannes Haile-Selassie                                  |
|       | BRT-VP-3/1                    | 3,3 - 3,5 Ma | Australopithecus deyiremeda (holotype)    | 2011                | Burtele, Bas-Awash, Afar, Éthiopie     | Équipe de Yohannes Haile-Selassie                                  |
|       | AL 129-1,                     | 3,4 Ma       | Australopithecus afarensis                | 1973                | Hadar, Bas-Awash, Afar, Éthiopie       | Donald Johanson                                                    |
|       | DIK-1 (Selam)                 | 3,33 Ma      | Australopithecus afarensis                | 2000                | Dikika, Bas-Awash, Afar, Éthiopie      | Zeresenay Alemseged                                                |
|       | AL 288-1 (Lucy),              | 3,18 Ma      | Australopithecus afarensis                | 1974                | Hadar, Bas-Awash, Afar, Éthiopie       | Donald Johanson, Tom Gray (équipe d'Yves Coppens et Maurice Taieb) |
|       | AL 200-1,                     | 3 - 3,2 Ma   | Australopithecus afarensis                | 1974                | Hadar, Bas-Awash, Afar, Éthiopie       | Donald Johanson, Yves Coppens, et Maurice Taieb                    |
|       | AL 444-2                      | 3 Ma         | Australopithecus afarensis                | 1991                | Hadar, Bas-Awash, Afar, Éthiopie       | Yoel Rak et William H. Kimbel                                      |
|       | LD 350-1                      | 2,8 Ma       | Homo sp.                                  | 2013                | Ledi Geraru, Bas-Awash, Afar, Éthiopie | Chalachew Seyoum                                                   |

## Pléistocène inférieur
De 2,58 millions à 781 000 ans
|                  | Nom                                        | Âge            | Espèce                                | Date de découverte | Lieu                                                                        | Découvreur                                                      |
| ---------------- | ------------------------------------------ | -------------- | ------------------------------------- | ------------------ | --------------------------------------------------------------------------- | --------------------------------------------------------------- |
|                  | Taung 1 (Enfant de Taung)                  | 2,5 Ma         | Australopithecus africanus (holotype) | 1924               | Taung, Afrique du Sud                                                       | Raymond Dart                                                    |
|                  | KNM-WT 17000 (le Crâne Noir)               | 2,5 Ma         | Paranthropus aethiopicus              | 1985               | Turkana ouest, Kenya                                                        | Alan Walker                                                     |
|                  | BOU-VP-12/130                              | 2,5 Ma         | Australopithecus garhi (holotype)     | 1997               | Herto Bouri, Moyen-Awash, Afar, Éthiopie                                    | Yohannes Haile-Selassie                                         |
|                  | UR 501                                     | 2,4 - 2,5 Ma   | Homo rudolfensis                      | 1991               | Uraha, Malawi                                                               | Tyson Mskika, (équipe de Timothy Bromage et Friedemann Schrenk) |
| Image            | KNM-BC 1                                   | 2,4 Ma         | Homo sp.                              | 1967               | Chemeron, Kenya                                                             | John Kimengich                                                  |
|                  | AL 666-1                                   | 2,33 Ma        | Homo habilis ou Homo sp.              | 1994               | Hadar, Bas-Awash, Afar, Éthiopie                                            | Équipe de William H. Kimbel                                     |
|                  | RC 911                                     | 2,3 Ma         | Paranthropus boisei                   | 1996               | Malema, Malawi                                                              | Équipe de Friedemann Schrenk et Timothy Bromage                 |
|                  | STS 5 (Mrs. Ples)                          | 2,3 Ma         | Australopithecus africanus            | 1947               | Sterkfontein, Gauteng, Afrique du Sud                                       | Robert Broom et John T. Robinson                                |
|                  | STS 14                                     | 2,3 Ma         | Australopithecus africanus            | 1947               | Sterkfontein, Gauteng, Afrique du Sud                                       | Robert Broom et John T. Robinson                                |
|                  | STS 52                                     | 2,3 Ma         | Australopithecus africanus            | 1947               | Sterkfontein, Gauteng, Afrique du Sud                                       | Robert Broom et John T. Robinson                                |
|                  | STS 71                                     | 2,3 Ma         | Australopithecus africanus            | 1947               | Sterkfontein, Gauteng, Afrique du Sud                                       | Robert Broom et John T. Robinson                                |
|                  | DNH 7 (Eurydice)                           | 2 Ma           | Paranthropus robustus                 | 1994               | Drimolen, Gauteng, Afrique du Sud                                           | André W. Keyser                                                 |
|                  | MH1 (UW88-1)                               | 1,98 Ma        | Australopithecus sediba (holotype)    | 2008               | Malapa, Gauteng, Afrique du Sud                                             | Lee Rogers Berger                                               |
|                  | KNM-ER 1470                                | 1,9 Ma         | Homo rudolfensis (holotype)           | 1972               | Koobi Fora, Turkana est, Kenya                                              | Bernard Ngeneo                                                  |
|                  | KNM-ER 1813                                | 1,9 Ma         | Homo habilis                          | 1973               | Koobi Fora, Turkana est, Kenya                                              | Kamoya Kimeu (équipe de Richard Leakey)                         |
|                  | KNM-ER 60000 (mandibule)                   | 1,8 - 1,9 Ma   | Homo rudolfensis                      | 2012               | Koobi Fora, Turkana est, Kenya                                              | Équipe de Meave Leakey                                          |
|                  | OH 8 (Olduvai Hominid 8),                  | 1,8 Ma         | Homo habilis                          | 1960               | Gorges d'Olduvaï, Tanzanie                                                  | Équipe de Louis Leakey                                          |
|                  | OH 24 (Twiggy)                             | 1,8 Ma         | Homo habilis                          | 1968               | Gorges d'Olduvaï, Tanzanie                                                  | Peter Nzube                                                     |
|                  | SK 48                                      | 1,8 Ma         | Paranthropus robustus                 | 1948               | Swartkrans, Gauteng, Afrique du Sud                                         | Robert Broom                                                    |
|                  | D2282 (Crâne Dmanissi 2)                   | 1,77 Ma        | Homo georgicus                        | 1999               | Dmanissi, Géorgie                                                           | David Lordkipanidze et Leo Gabunia                              |
|                  | D2700 (Crâne Dmanissi 3)                   | 1,77 Ma        | Homo georgicus                        | 2001               | Dmanissi, Géorgie                                                           | David Lordkipanidze et Abesalom Vekua                           |
|                  | D3444 (Crâne Dmanissi 4)                   | 1,77 Ma        | Homo georgicus                        | 2003               | Dmanissi, Géorgie                                                           | David Lordkipanidze                                             |
|                  | D4500 (Crâne Dmanissi 5)                   | 1,77 Ma        | Homo georgicus                        | 2005               | Dmanissi, Géorgie                                                           | David Lordkipanidze                                             |
|                  | OH 5 (Zinj ou Casse-noisette),             | 1,75 Ma        | Paranthropus boisei (holotype)        | 1959               | Gorges d'Olduvaï, Tanzanie                                                  | Mary Leakey                                                     |
|                  | OH 7 (Olduvai Hominid 7)                   | 1,75 Ma        | Homo habilis (holotype)               | 1960               | Gorges d'Olduvaï, Tanzanie                                                  | Jonathan Leakey                                                 |
|                  | KNM-ER 3733                                | 1,75 Ma        | Homo ergaster                         | 1975               | Koobi Fora, Turkana est, Kenya                                              | Bernard Ngeneo                                                  |
| [ 5 ]            | KNM-ER 1805                                | 1,74 Ma        | Homo habilis                          | 1973-1974          | Koobi Fora, Turkana est, Kenya                                              | Paul Abell                                                      |
|                  | OH 13 (Olduvai Hominid 13)                 | 1,7 Ma         | Homo habilis                          | 1963               | Gorges d'Olduvaï, Tanzanie                                                  | N. Mbuika                                                       |
|                  | Homme de Yuanmou                           | 1,7 Ma         | Homo sp.                              | 1965               | Xian de Yuanmou, Yunnan, Chine                                              | Fang Qian                                                       |
|                  | KNM-ER 406,                                | 1,7 Ma         | Paranthropus boisei                   | 1969               | Koobi Fora, Turkana est, Kenya                                              | Richard Leakey                                                  |
|                  | KNM-ER 732                                 | 1,7 Ma         | Paranthropus boisei                   | 1970               | Koobi Fora, Turkana est, Kenya                                              | Richard Leakey                                                  |
|                  | KNM WT 17400                               | 1,7 Ma         | Paranthropus boisei                   | 1988               | Turkana ouest, Kenya                                                        | Richard Leakey, et Alan Walker                                  |
|                  | KNM-ER 23000                               | 1,7 Ma         | Paranthropus boisei                   | 1990               | Koobi Fora, Turkana est, Kenya                                              | Benson Kyongo                                                   |
|                  | TM 1517                                    | 1,6 - 1,8 Ma   | Paranthropus robustus (holotype)      | 1938               | Kromdraai, Gauteng, Afrique du Sud                                          | Gert Terblanche, et Robert Broom                                |
|                  | KNM WT 15000 (Garçon de Turkana),          | 1,55 Ma        | Homo ergaster                         | 1984               | Turkana ouest, Kenya                                                        | Kamoya Kimeu (équipe de Richard Leakey)                         |
|                  | SK 847                                     | 1,5 - 2 Ma     | Homo gautengensis                     | 1952               | Swartkrans, Gauteng, Afrique du Sud                                         | John T. Robinson                                                |
|                  | StW 53                                     | 1,5 - 1,8 Ma   | Homo gautengensis (holotype)          | 1976               | Sterkfontein, Gauteng, Afrique du Sud                                       | Alan R. Hughes                                                  |
|                  | SK 46                                      | 1,5 - 1,8 Ma   | Paranthropus robustus                 | 1949               | Swartkrans, Gauteng, Afrique du Sud                                         | Robert Broom                                                    |
|                  | KNM-ER 3883                                | 1,57 Ma        | Homo ergaster                         | 1976               | Turkana est, Kenya                                                          | Richard Leakey                                                  |
|                  | Peninj 1 (Mandibule de Peninj)             | 1,5 Ma         | Paranthropus boisei                   | 1964               | Peninj, Tanzanie                                                            | Kamoya Kimeu                                                    |
|                  | KNM-ER 992                                 | 1,5 Ma         | Homo ergaster (holotype)              | 1971               | Koobi Fora, Turkana est, Kenya                                              | Équipe de Richard Leakey                                        |
|                  | Mojokerto 1 (Enfant de Mojokerto)          | 1,43 - 1,49 Ma | Homo erectus                          | 1936               | Mojokerto, Java, Indonésie                                                  | Andojo Gustav von Koenigswald                                   |
|                  | KGA 10-525                                 | 1,4 Ma         | Paranthropus boisei                   | 1993               | Konso Gardula, Région des nations, nationalités et peuples du Sud, Éthiopie | A. Amzaye                                                       |
|                  | Homme d'Orce                               | 1,3 - 1,5 Ma   | Homo sp.                              | 1982               | Orce, Espagne                                                               | Josep Gilbert                                                   |
| Homme de Denizli | Kocabas 1 (Homme de Denizli)               | 1,2 - 1,6 Ma   | Homo ergaster                         | 2002               | Denizli, Turquie                                                            | M. Cihat Alçiçek                                                |
|                  | OH 9 (Olduvai Hominid 9)                   | 1,25 Ma        | Homo ergaster                         | 1960               | Gorges d'Olduvaï, Tanzanie                                                  | Louis Leakey                                                    |
|                  | ATE9-1                                     | 1,22 Ma        | Homo sp.                              | 2007               | Sima del Elefante, Sierra d'Atapuerca, Espagne                              | Eudald Carbonell                                                |
|                  | Homme de Gona                              | 1,2 Ma         | Homo ergaster                         | 2001               | Kada Gona, Bas-Awash, Afar, Éthiopie                                        | Équipe de Sileshi Semaw                                         |
|                  | UA 31 (Homme de Buya),                     | 1 Ma           | Homo ergaster ou Homo erectus         | 1995               | Buya, Érythrée                                                              | Ernesto Abbate                                                  |
|                  | Daka 1 (en) (Homme de Daka)                | 1 Ma           | Homo ergaster ou Homo erectus         | 1997               | Herto Bouri, Moyen-Awash, Afar, Éthiopie                                    | Henry Gilbert                                                   |
|                  | Sangiran 4                                 | 1 Ma           | Homo erectus ou Homo robustus         | 1939               | Sangiran, Java, Indonésie                                                   | Gustav von Koenigswald                                          |
|                  | Sangiran 27                                | 1 Ma           | Meganthropus palaeojavanicus          | 1978               | Sangiran, Java, Indonésie                                                   | Suherman et Toto Marsono                                        |
|                  | Sangiran 31                                | 1 Ma           | Meganthropus palaeojavanicus          | 1980               | Sangiran, Java, Indonésie                                                   |                                                                 |
|                  | Yunxian 1 (Homme de Yunxian)               | 936 ka         | Homo sp.                              | 1989               | Xuetangliangzi, Xian de Yun, Hubei, Chine                                   | Li Tian-Yuan                                                    |
|                  | ATD6-15 et ATD6-69 (Enfant de Gran Dolina) | 860 ka         | Homo antecessor (holotype)            | 1994               | Gran Dolina, Sierra d'Atapuerca, Espagne                                    | José María Bermúdez de Castro et Juan Luis Arsuaga              |

## Pléistocène moyenetsupérieur

### Paléolithique inférieur
De 781 000 à 350 000 ans
|         | Nom                                      | Âge          | Espèce                                    | Date de découverte | Lieu                                                 | Découvreur                                                            |
| ------- | ---------------------------------------- | ------------ | ----------------------------------------- | ------------------ | ---------------------------------------------------- | --------------------------------------------------------------------- |
|         | Zhoukoudian 3 (crâne 1) (Homme de Pékin) | 770 ka       | Homo erectus                              | 1929               | Zhoukoudian, Municipalité de Pékin, Chine            | Pei Wenzhong                                                          |
|         | Ternifine 3 (Homme de Tighennif)         | 700 ka       | Homo mauritanicus                         | 1954               | Tighennif, Algérie                                   | Camille Arambourg et Robert Hoffstetter                               |
|         | Sangiran 2                               | 700 ka       | Homo erectus                              | 1937               | Sangiran, Java, Indonésie                            | Gustav von Koenigswald                                                |
|         | Sangiran 17                              | 700 ka       | Homo erectus                              | 1969               | Sangiran, Java, Indonésie                            | S. Sartono                                                            |
|         | Homme de Petralona                       | 700 ka       | Homo heidelbergensis                      | 1959               | Grotte de Petralona, Chalcidique, Grèce              | Aris Poulianos                                                        |
|         | Nankin 1 (Homme de Nankin)               | 640 ka       | Homo erectus                              | 1993               | Grotte de Hulu, Jiangsu, Chine                       | Liu Lu-Hong                                                           |
|         | Mandibule de Mauer                       | 609 ka       | Homo heidelbergensis (holotype)           | 1907               | Mauer (Heidelberg), Bade-Wurtemberg, Allemagne       | Daniel Hartmann                                                       |
|         | Hopefield 1 (Homme de Saldanha),         | 600 ka       | Homo heidelbergensis ou Homo rhodesiensis | 1953               | Elandsfontein, Cap-Occidental, Afrique du Sud        | Keith Jolly et Ronald Singer                                          |
|         | Homme de Bodo                            | 600 ka       | Homo rhodesiensis                         | 1976               | Bodo d'Ar, Moyen-Awash, Afar, Éthiopie               | A. Asfaw                                                              |
|         | Homme de Boxgrove                        | 500 ka       | Homo heidelbergensis                      | 1994               | Eartham Pit, Boxgrove, Sussex de l'ouest, Angleterre | Équipe de Mark Roberts                                                |
|         | Trinil 2 (Homme de Java)                 | 430 - 540 ka | Homo erectus                              | 1891               | Trinil, Java, Indonésie                              | Eugène Dubois                                                         |
|         | Mandibule BH-1 (Homme de Mala Balanica)  | 460 ka       | Homo heidelbergensis                      | 2008               | Grotte de Mala Balanica, Serbie                      |                                                                       |
|         | Arago 21 (Homme de Tautavel),            | 450 ka       | Homo heidelbergensis                      | 1971               | Caune de l'Arago, Tautavel, France                   | Henry et Marie-Antoinette de Lumley                                   |
|         | Crâne 5 (Miguelón)                       | 430 ka       | Homo neanderthalensis                     | 1992               | Sima de los Huesos, Sierra d'Atapuerca, Espagne      | José María Bermúdez de Castro, Juan Luis Arsuaga, et Eudald Carbonell |
| Image   | Hexian 1 (PA 830),                       | 412 ka       | Homo erectus, ou Homme de Denisova        | 1980               | Longtandong, Xian de He, Chine                       |                                                                       |
|         | Homme de Swanscombe                      | 400 ka       | Homo neanderthalensis                     | 1935               | Swanscombe, Kent, Angleterre                         | Alvan T. Marston                                                      |
|         | Aroeira 3                                | 400 ka       | Homo neanderthalensis                     | 2014               | Grotte d'Aroeira, Portugal                           |                                                                       |
|         | Salé 1 (Homme de Salé)                   | 400 ka       | Homo rhodesiensis                         | 1971               | Salé, Maroc                                          | Jean-Jacques Jaeger                                                   |
|         | Homme de Ceprano                         | 353 ka       | Homo heidelbergensis                      | 1994               | Italie                                               | Italo Bidittu                                                         |
| moulage | Ndutu 1 (Homme de Ndutu)                 | 350 - 400 ka | Homo rhodesiensis                         | 1973               | Tanzanie                                             | A. A. Mturi                                                           |
|         | Homme de Vertesszöllös (Samu)            | 350 ka       | Homo heidelbergensis                      | 1964               | Vértesszőlős, Hongrie                                | Márton Pécsi                                                          |

### Paléolithique moyen
De 350 000 à 45 000 ans
|                                            | Nom                                  | Âge          | Espèce                                                | Année de découverte | Lieu                                                        | Découvreur                                              |
| ------------------------------------------ | ------------------------------------ | ------------ | ----------------------------------------------------- | ------------------- | ----------------------------------------------------------- | ------------------------------------------------------- |
|                                            | Homme de Steinheim                   | 300 - 350 ka | Homo neanderthalensis                                 | 1933                | Steinheim an der Murr, Bade-Wurtemberg, Allemagne           | Fritz Berckhemer et Max Bock                            |
|                                            | Irhoud 1                             | 300 ka       | Homo sapiens                                          | 1960                | Djebel Irhoud, Maroc                                        | Émile Ennouchi                                          |
|                                            | Irhoud 10                            | 300 ka       | Homo sapiens                                          | 2017                | Djebel Irhoud, Maroc                                        | Jean-Jacques Hublin, et Abdelouahed Ben-Ncer            |
|                                            | DH 1 (Dinaledi Hominid 1)            | 236 - 335 ka | Homo naledi                                           | 2014                | Grottes de Rising Star, Gauteng, Afrique du Sud             | Équipe de Lee Rogers Berger                             |
|                                            | Homme de Galilée                     | 250 - 300 ka | Homo heidelbergensis, ou Homo rhodesiensis            | 1925                | Grotte des Voleurs, Galilée, Israël                         | Francis Turville-Petre                                  |
| Image sur paleoanthropologie. blogspot.com | Homme de Dali                        | 295 ka       | Homme de Denisova présumé                             | 1978                | Xian de Dali, Shaanxi, Chine                                | Shuntang Liu                                            |
|                                            | Homme de Jinniushan                  | 260 ka       | Homme de Denisova présumé                             | 1984                | Dashiqiao, Liaoning, Chine                                  | Équipe de Lu Zune                                       |
|                                            | Homme de Florisbad                   | 260 ka       | Homo sapiens                                          | 1932                | Florisbad, État libre d'Orange, Afrique du Sud              | Thomas F. Dreyer                                        |
|                                            | Saccopastore 1                       | 250 ka       | Homo neanderthalensis                                 | 1929                | Rome, Italie                                                | Mario Grazioli                                          |
|                                            | Ehringsdorf 9 (Homme d'Ehringsdorf)  | 250 ka       | Homo neanderthalensis                                 | 1925                | Weimar, Thuringe, Allemagne                                 | Ernst Linding                                           |
|                                            | Homme de Kabwe                       | 324 - 274 ka | Homo heidelbergensis (initialement Homo rhodesiensis) | 1921                | Kabwe, Zambie                                               | Tom Zwiglaar et un mineur africain                      |
|                                            | Bontnewydd (en) (Pontynewydd)        | 230 ka       | Homo neanderthalensis                                 | 1981                | Pays de Galles, Royaume-Uni                                 |                                                         |
|                                            | mandibule de Montmaurin              | 190 - 230 ka | pré-néandertalien                                     | 1949                | Montmaurin, Haute-Garonne, France                           | Raoul Cammas                                            |
|                                            | Homme de Tourville                   | 210 ka       | Homo neanderthalensis                                 | 2010                | Tourville-la-Rivière, Seine-Maritime, France                | Équipe de l'Inrap                                       |
| Image sur Modern Human Origins             | Omo Kibish 1 (Homme de Kibish)       | 195 ka       | Homo sapiens                                          | 1967                | Basse vallée de l'Omo, Éthiopie                             | Équipe de Richard Leakey                                |
| Image sur Modern Human Origins             | Omo Kibish 2 (Homme de Kibish)       | 195 ka       | Homo sapiens                                          | 1967                | Basse vallée de l'Omo, Éthiopie                             | Équipe de Richard Leakey                                |
|                                            | Misliya 1                            | 177 - 194 ka | Homo sapiens                                          | 2002                | Grotte de Misliya, Haïfa, Israël                            | Équipe d'Israel Hershkovitz                             |
|                                            | Homme d'Altamura,                    | 187 ka       | Homo neanderthalensis                                 | 1993                | Grotte de Lamalunga, Altamura, Pouilles, Italie             |                                                         |
|                                            | Homme de Biache                      | 180 ka       | Homo neanderthalensis                                 | 1976                | Biache-Saint-Vaast, Pas-de-Calais, France                   | Équipe de A. Tuffreau                                   |
|                                            | BOU-VP-16/1 (Homme de Herto)         | 157 ka       | Homo sapiens                                          | 1997                | Herto Bouri, Moyen-Awash, Afar, Éthiopie                    | Équipe de Timothy White                                 |
|                                            | Homme de Maba                        | 150 ka       | Homme de Denisova présumé                             | 1958                | Shaoguan, Guangdong, Chine                                  |                                                         |
|                                            | LH 18 (Laetoli Hominid 18)           | 140 ka       | Homo sapiens                                          | 1976                | Ngaloba, Laetoli, Tanzanie                                  | Équipe de Mary Leakey                                   |
|                                            | Denisova 2 (molaire de lait)         | 130 ka       | Homme de Denisova                                     | 1984                | Grotte de Denisova, Altaï, Russie                           |                                                         |
|                                            | Tabun C1                             | 120 ka       | Homo neanderthalensis                                 | 1929-1934           | Grotte de Tabun, Haïfa, Israël                              | Dorothy Garrod                                          |
|                                            | Skhul V                              | 118 ka       | Homo sapiens                                          | 1933                | Es Skhul, Haïfa, Israël                                     | Theodore McCown et Hallam Movius                        |
|                                            | Skhul IX                             | 118 ka       | Homo sapiens                                          |                     | Es Skhul, Haïfa, Israël                                     |                                                         |
|                                            | Krapina                              | 115 - 127 ka | Homo neanderthalensis                                 | 1899                | Croatie                                                     | Dragutin Gorjanović-Kramberger                          |
|                                            | Ngandong 7 (Solo VI) (Homme de Solo) | 110 ka       | Homo erectus                                          | 1933                | Ngandong, Fleuve Solo, Java, Indonésie                      | Carel ter Haar                                          |
|                                            | Sambungmacan 4 (Homme de Solo)       | 110 ka       | Homo erectus                                          | 2001                | Sambungmacan, Fleuve Solo, Java, Indonésie                  |                                                         |
|                                            | Zhiren 3 (Homme de Zhiren)           | 110 ka       | Homo sapiens, ou Homo sp.                             | 2008                | Grotte de Zhiren, Guangxi, Chine                            | Jin Chang-Zhu                                           |
|                                            | Penghu 1                             | 10 - 190 ka  | Homme de Denisova présumé                             | 2008                | Îles Pescadores, Taïwan                                     |                                                         |
|                                            | Qafzeh 6                             | 92 ka        | Homo sapiens                                          | 1934                | Qafzeh, Galilée, Israël                                     | René Neuville et Moshe Stekelis                         |
|                                            | Qafzeh 9,                            | 92 ka        | Homo sapiens                                          | 1967                | Qafzeh, Galilée, Israël                                     | Bernard Vandermeersch                                   |
| Image                                      | Enfant de Sclayn                     | 80 - 127 ka  | Homo neanderthalensis                                 | 1993                | Grotte Scladina, Belgique                                   |                                                         |
| Image sur Modern Human Origins             | Homme de Klasies River               | 75 - 125 ka  | Homo sapiens                                          | 1960                | Grottes de la rivière Klasies, Cap-Oriental, Afrique du Sud | Ray Inskeep, Robin Singer, John Wymer, et Hilary Deacon |
|                                            | LB 1 (Homme de Florès)               | 60 - 100 ka  | Homo floresiensis                                     | 2003                | Grotte de Liang Bua, Florès, Indonésie                      | Michael Morwood, Radien P. Soejono                      |
|                                            | Obi-Rakhmat 1                        | 75 ka        | Homo neanderthalensis                                 | 2003                | Ouzbékistan                                                 |                                                         |
|                                            | Enfant de Teshik-Tash                | 70 ka        | Homo neanderthalensis                                 | 1938                | Ouzbékistan                                                 | Alekseï Okladnikov                                      |
|                                            | La Ferrassie 1                       | 70 ka        | Homo neanderthalensis                                 | 1909                | La Ferrassie, France                                        | Louis Capitan et Denis Peyrony                          |
|                                            | TPL 2 (Tam Pa Ling 2),               | 63 ka        | Homo sapiens                                          | 2009                | Grotte de Tam Pa Ling, Laos                                 | Fabrice Demeter, Laura Shackleford                      |
|                                            | La Chapelle-aux-Saints 1             | 60 ka        | Homo neanderthalensis                                 | 1908                | La Chapelle-aux-Saints, Corrèze, France                     | Amédée, Jean, et Paul Bouyssonie                        |
|                                            | Kébara 2 (Moshe)                     | 60 ka        | Homo neanderthalensis                                 | 1983                | Grotte de Kébara, Haïfa, Israël                             | Lynne Schepartz                                         |
| Mt. Circeo 1                               | Circé 1                              | 57 ka        | Homo neanderthalensis                                 | 1939                | Grotte Guattari, San Felice Circeo, Latium, Italie          | M. Guattari                                             |
|                                            | Dederiyeh 1                          | 50 - 70 ka   | Homo neanderthalensis'                                | 1993                | Grotte de Dederiyeh, Syrie                                  | Takeru Akazawa et Sumtan Muhesen                        |
|                                            | Homme de Callao                      | 50 - 67 ka   | Homo luzonensis                                       | 2007                | Grotte de Callao, Philippines                               | Armand Salvador Mijares et Florent Détroit              |
| Image sur Modern Human Origins             | Amud 7                               | 50 - 60 ka   | Homo neanderthalensis                                 |                     | Galilée, Israël                                             |                                                         |
|                                            | Amud 1                               | 42 - 49 ka   | Homo neanderthalensis                                 | 1961                | Galilée, Israël                                             | Hisashi Suzuki                                          |
|                                            | La Quina 5                           | 45 - 60 ka   | Homo neanderthalensis                                 | 1911                | La Quina, Gardes-le-Pontaroux, Charente, France             | Léon Henri-Martin                                       |
|                                            | La Quina 18                          | 45 - 60 ka   | Homo neanderthalensis                                 | 1915                | La Quina, Gardes-le-Pontaroux, Charente, France             | Léon Henri-Martin                                       |
|                                            | Homme d'El Sidrón                    | 49 ka        | Homo neanderthalensis                                 | 1994                | Grotte d'El Sidrón, Espagne                                 |                                                         |

### Paléolithique supérieur
De 45 000 à 11 700 ans avant le présent (AP)
|                                                  | Nom                                | Âge         | Espèce                                              | Date de découverte | Lieu                                                        | Découvreur                                        |  |
| ------------------------------------------------ | ---------------------------------- | ----------- | --------------------------------------------------- | ------------------ | ----------------------------------------------------------- | ------------------------------------------------- |  |
|                                                  | Le Moustier 1                      | 40 - 56 ka  | Homo neanderthalensis                               | 1909               | Le Moustier, Saint-Léon-sur-Vézère, Dordogne, France        | Otto Hauser                                       |  |
| Phalange d'orteil de Néandertal                  | Denisova 5 (phalange d'orteil)     | 45 ka       | Homo neanderthalensis                               | 2010               | Grotte de Denisova, Altaï, Russie                           |                                                   |  |
|                                                  | Shanidar 1                         | 44 ka       | Homo neanderthalensis                               | 1957               | Shanidar, Kurdistan, Irak                                   | Ralph Stefan Solecki                              |  |
|                                                  | Denisova 4 (molaire)               | 42 ka       | Homme de Denisova                                   | 2000               | Grotte de Denisova, Altaï, Russie                           |                                                   |  |
|                                                  | Denisova 3 (phalange de doigt)     | 42 ka       | Homme de Denisova                                   | 2008               | Grotte de Denisova, Altaï, Russie                           | Équipe de Michael Shunkov et Anatoli Derevianko   |  |
|                                                  | Kents Cavern 4                     | 41 - 44 ka  | Homo sapiens                                        | 1927               | Grotte de Kent, Royaume-Uni                                 |                                                   |  |
|                                                  | Ethelruda                          | 41-42 ka    | Homo sapiens archaïque, initialement néandertaloïde | 1947-48            | Ksar Akil, Liban                                            | J. Franklin Ewing                                 |  |
|                                                  | Néandertal 1                       | 40 ka       | Homo neanderthalensis (holotype)                    | 1856               | Vallée de Néander, Allemagne                                | Johann Carl Fuhlrott                              |  |
|                                                  | Homme de Mungo                     | 40 ka       | Homo sapiens                                        | 1974               | Australie                                                   |                                                   |  |
|                                                  | Egbert                             | 40 ka       | Homo sapiens                                        | 1938               | Ksar Akil, Liban                                            | J. Franklin Ewing                                 |  |
|                                                  | Oase 2                             | 40 ka       | Homo sapiens                                        | 2003               | Peștera cu Oase, Județ de Caraș-Severin, Roumanie           | Ştefan Milota, Ricardo Rodrigo, et Mircea Gherase |  |
|                                                  | Homme de Spy                       | 38,5 ka     | Homo neanderthalensis                               | 1886               | Grotte de Spy, Jemeppe-sur-Sambre, Belgique                 | Maximin Lohest et Marcel De Puydt                 |  |
|                                                  | Homme d'Hofmeyr                    | 36 ka       | Homo sapiens                                        | 1952               | Afrique du Sud                                              |                                                   |  |
|                                                  | Dame rouge de Paviland             | 33 ka       | Homo sapiens                                        | 1823               | Grotte du Trou de la Chèvre, Pays de Galles, Royaume-Uni    | William Buckland                                  |  |
|                                                  | Homme de Yamashita                 | 32 ka       | Homo sapiens                                        | 1962               | Île d'Okinawa, Japon                                        |                                                   |  |
|                                                  | Engis 2                            | 30 - 50 ka, | Homo neanderthalensis                               | 1829               | Grottes Schmerling, Flémalle, Belgique                      | Philippe-Charles Schmerling                       |  |
|                                                  | Gibraltar 1                        | 30 - 50 ka  | Homo neanderthalensis                               | 1848               | Carrière de Forbes, Gibraltar                               | Edmund Flint                                      |  |
|                                                  | Cro-Magnon 1 (Homme de Cro-Magnon) | 28 ka       | Homo sapiens                                        | 1868               | Abri de Cro-Magnon, Les Eyzies-de-Tayac, Dordogne, France   | Louis Lartet                                      |  |
|                                                  | Předmostí 3                        | 26 ka       | Homo sapiens                                        | 1894               | Předmostí, Tchéquie                                         | Karel Jaroslav Maška                              |  |
| Image                                            | Lagar Velho 1 (Enfant de Lapedo)   | 24,5 ka     | Homo neanderthalensis ou Homo sapiens               | 1998               | Lagar Velho, Vallée de Lapedo, District de Leiria, Portugal | João Zilhão                                       |  |
|                                                  | Homme d'Eel Point                  | 24 ka       | Homo sapiens                                        | 1997               | Pays de Galles, Royaume-Uni                                 |                                                   |  |
|                                                  | Minatogawa 1 (Homme de Minatogawa) | 16 - 18 ka  | Homo sapiens                                        | 1970               | Île d'Okinawa, Japon                                        |                                                   |  |
|                                                  | Homme de Tandou                    | 15 ka       | Homo sapiens                                        | 1967               | Australie                                                   | Duncan Merrilees                                  |  |
|                                                  | Homme de Gough                     | 14,7 ka     | Homo sapiens                                        | 1927 - 1987        | Grotte de Gough, Somerset, Royaume-Uni                      |                                                   |  |
|                                                  | Homme d'Iwo Eleru                  | 13 ka       | Homo sp.                                            | 1965               | Nigeria                                                     |                                                   |  |
|                                                  | Maludong (Homme de Maludong)       | 14,5 ka     | Homo sapiens                                        | 1989               | Grotte du Cerf Rouge (Maludong), Yunnan, Chine              |                                                   |  |
|                                                  | Longlin (Homme de Maludong)        | 11,5 ka     | Homo sapiens                                        | 1979               | Grotte de Longlin, Guangxi, Chine                           |                                                   |  |
| Image dans Travels and Archeology in South Chile | Cerro Sota 2                       | 11 ka       | Homo sapiens                                        | 1936               | Chili                                                       | Junius Bird                                       |  |
|                                                  | Wadjak 1 (Homme de Wadjak)         | 10 - 12 ka  | Homo sapiens                                        | 1888               | Java, Indonésie                                             | B.D. van Rietschoten                              |  |

## Holocène
Moins de 11 700 ans avant le présent (AP)
|  | Nom                        | Âge           | Espèce       | Année de découverte | Lieu                                       | Découvreur                                                 |
|  | -------------------------- | ------------- | ------------ | ------------------- | ------------------------------------------ | ---------------------------------------------------------- |
|  | Femme de La Brea           | ~ 10 ka       | Homo sapiens | 1914                | La Brea Tar Pits, Californie, États-Unis   |                                                            |
|  | Homme de Combe-Capelle     | 9,6 ka        | Homo sapiens | 1909                | Combe-Capelle, Dordogne, France            | Otto Hauser                                                |
|  | Homme de Cheddar           | 9 ka          | Homo sapiens | 1903                | Grotte de Gough, Somerset, Royaume-Uni     |                                                            |
|  | Kow Swamp 1 (Homme de Kow) | 9 - 13 ka     | Homo sapiens | 1968                | Marais de Kow, État de Victoria, Australie | Alan G. Thorne                                             |
|  | Afalou 13                  | 8 - 12 ka     | Homo sapiens | 1920                | Algérie                                    | Camille Arambourg                                          |
|  | Wadi Halfa                 | 8 - 12 ka     | Homo sapiens | 1963                | Wadi Halfa, État du Nord, Soudan           | G. Armelagos, E. Ewing, et D. Greene                       |
|  | Wadi Kubbaniya             | 8 - 20 ka     | Homo sapiens | 1982                | Égypte                                     | Fred Wendorf                                               |
|  | Femme du Minnesota         | 7,8 - 8 ka    | Homo sapiens | 1931                | Minnesota, États-Unis                      | Albert Jenks, grâce à l'équipe du chantier de construction |
|  | Lo 4b (Homme de Lothagam)  | 6 - 9 ka      | Homo sapiens | 1965                | Lothagam, Kenya                            | H. Robbins et B.M. Lynch                                   |
|  | Femme de Tepexpan          | 5 - 11 ka     | Homo sapiens | 1947                | Tepexpan, État de Mexico, Mexique          | Hellmut de Terra                                           |
|  | SDM 16704                  | 4,9 - 11,8 ka | Homo sapiens | 1929                | États-Unis                                 | M. J. Rogers                                               |

## Glossaire

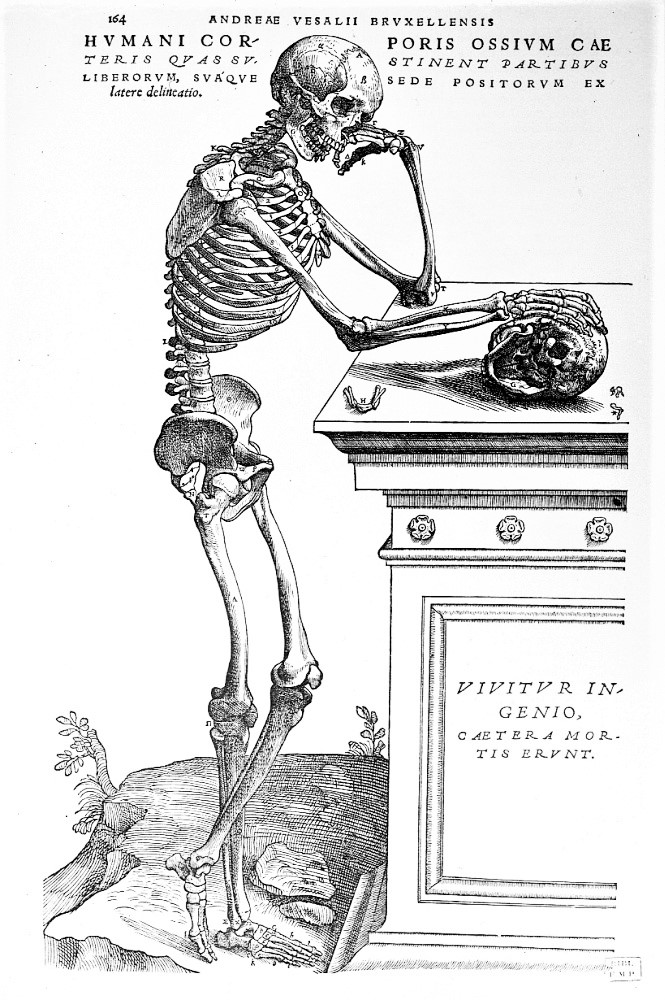
Connais-toi toi-même.

Voici une liste de termes fréquemment utilisés dans les ouvrages listant les fossiles d'hominidés :
- AL - Afar Locality, Éthiopie
- ARA-VP - Aramis Vertebrate Paleontology, Éthiopie
- BAR - (Lukeino, Tugen Hills (en)) district de Baringo (en), Kenya
- BOU-VP - Bouri Vertebrate Paleontology, Éthiopie
- D - Dmanissi, Géorgie
- ER - East Rudolf, Kenya
- KGA - Konso-Gardula, Éthiopie
- KNM - Kenya National Museum, Kenya
- KP - Kanapoi, Kenya
- LB - Liang Bua, Indonésie
- LH - Laetoli Hominid, Tanzanie
- NG - Ngandong, Indonésie
- OH - Olduvai Hominid, Tanzanie
- SK - Swartkrans, Afrique du Sud
- Sts, Stw - Sterkfontein, Afrique du Sud
- TM - Transvaal Museum, Afrique du Sud
- TM - Toros-Menalla, Tchad
- WT - West Turkana, Kenya